# Epophthalmia elegans
Epophthalmia elegans là loài chuồn chuồn trong họ Macromiidae. Loài này được Brauer mô tả khoa học đầu tiên năm 1865.